# Clematis acuminata
Clematis acuminata är en ranunkelväxtart som beskrevs av Dc.. Clematis acuminata ingår i släktet klematisar, och familjen ranunkelväxter.

## Underarter
Arten delas in i följande underarter:
- C. a. hirtella
- C. a. longicaudata
- C. a. longisepala
- C. a. pleiantha